# Thagria projecta
Thagria projecta är en insektsart som beskrevs av William Lucas Distant 1908. Thagria projecta ingår i släktet Thagria och familjen dvärgstritar. Inga underarter finns listade i Catalogue of Life.